# Guerre du Dhofar
Batailles
- Deefa (en)
- Opération Jaguar (en)
- Mirbat

La guerre du Dhofar ou rébellion du Dhofar est un conflit armé parfois assimilé à une guerre civile et qui a eu lieu au sultanat d'Oman de 1965 à 1976.

## Historique du conflit
En 1964, une rébellion séparatiste commence dans la province de Dhofar, une région du Sud d'Oman comptant alors 40 000 habitants (pour un total de 750 000 Omanais), frontalière du Yémen, avec des conditions de vie de la population extrêmement médiocres, et alors que le souverain de l'époque, Saïd ibn Taïmour, se conduit en despote.
La rébellion parvient à avancer au cours des premières années et encercle bientôt Salâlah, la principale ville de la région. Deux congrès sont organisés pour définir les objectifs politiques du mouvement, en 1965 et en 1968. Lors du second congrès, le Front de libération du Dhofar devient le Front populaire pour la libération d'Oman et du golfe Arabe. Le programme adopté lors de ces deux congrès est fortement teinté de communisme. Son objectif est de mettre en place une « république populaire démocratique » et d'expulser l'armée britannique d'Oman. Le Front cherche à instaurer une Constitution, à abolir la loi martiale, à rétablir les libertés de presse et d’expression et à assurer les droits des minorités. Sur les questions économiques, il entend nationaliser les compagnies pétrolières, développer les industries et mettre en place une réforme agraire. Le Front appelle ainsi à plus de justice sociale et affirme son soutien à tous les mouvements de libérations asiatiques, africains et latino-américains. Des références sont également faites à la lutte des Palestiniens. Les rebelles ouvrent des écoles auxquelles les garçons comme les filles peuvent accéder (l'éducation des filles était interdite en Oman jusqu'en 1970). Le tribalisme est combattu et les rapports sociaux tendent à évoluer, avec notamment une place spécifique accordée aux femmes, y compris dans la lutte armée.
L'armée du sultan ne parvient pas à contenir les avancées du Front qui bénéficie du soutien d’une bonne partie de la population. En 1970, malgré l'intervention de la Royal Air Force britannique, les insurgés contrôlent la majorité des points stratégiques de la région. Devant cette situation critique, les Britanniques décident de mettre un terme au règne du sultan Saïd, qui est obligé d'abdiquer en faveur de son fils Qabus ibn Saïd lors d'un coup d'État en juillet 1970. Le nouveau souverain met en place une politique d'amélioration des conditions socio‑économiques de son pays ainsi qu'une reconstruction de ses forces armées et à la formation à partir de 1970 par le SAS britannique d'unités irrégulières, les firqats, constitué d'anciens rebelles, aidé par une forte hausse des revenus de l'État à la suite du choc pétrolier de 1973.
En 1975, l'armée iranienne parvient à couper les lignes de ravitaillement du Front et à progressivement étouffer les zones rebelles par des techniques de guerre anti-guérilla. La rébellion prend fin en 1976 avec la défaite des rebelles. Outre la réussite des opérations militaires, le sultan parvient à obtenir le ralliement d'une partie de la population du Dhofar et la démobilisation de combattants rebelles par la mise en œuvre d'une politique de développement économique, de modernisation des rapports sociaux et d'amnistie des ex-rebelles.

### Interventions extérieures
Du côté de la monarchie omanaise, l'ensemble des membres du conseil de défense chargé de diriger la guerre, à l'exception du sultan Qabous, sont britanniques. L'armée omanaise à commandement britannique était principalement constituée de mercenaires baloutches pakistanais. La seule unité véritablement arabe était un bataillon envoyé par le roi Hussein de Jordanie. Au cours de l'année 1975, la coalition qui défend le pouvoir du sultan rassemble ainsi un millier de Britanniques, dont l'état-major, au moins 3 500 Iraniens, 800 Jordaniens, 2 000 à 3 000 Baloutches pakistanais, Baloutches omanais et Omanais d'ascendance, et des conseillers israéliens. 
Le journal israélien Haaretz relève en effet qu'« en 1975, les relations entre Israël et Oman se renforcèrent. (…) Des conseillers militaires israéliens y furent envoyés en urgence sous la coordination d'Ephraïm Halevy, un responsable et ultérieurement directeur du Mossad, pour aider à écraser la rébellion ». L'envoyé spécial en Oman du Times de Londres expliqua pour sa part, en 1976 : « La plupart des fonctionnaires civils et tous les officiers de l'armée, à l'exception d'un seul, que j'ai rencontrés dans le pays étaient des Britanniques. Le major général Perkins [commandant en chef de l'armée omanaise] lui-même nous a assuré que si la Grande-Bretagne se retirait d'Oman ce serait "une catastrophe" […] Le service en Oman offre le très grand intérêt de servir d'entraînement aux officiers qui y sont détachés. […] C'est le seul endroit au monde où vous pouvez mener une guerre comme celle-ci, une guerre de grande échelle où peuvent être utilisées toutes les variétés d'armes. »
À partir de 1970, le Royaume-Uni envoie des troupes du Special Air Service (SAS) dans le cadre d'une campagne militaire alors clandestine, appelée "Operation Storm" (« opération "Tempête" »). Celles-ci mènent une combinaison d'actions militaires, civil-militaires (notamment d'assistance médicale auprès des populations), d'information et de guerre psychologique. Les SAS encadrent notamment des unités constituées de rebelles ralliés, les firqats, qui se distinguèrent lors de la bataille de Mirbat le 19 juillet 1972. L'ancien commandant du SAS Tony Jeapes considère que la guerre fut gagnée par le développement civil, l'action militaire étant seulement un moyen d'y arriver. Cette opinion est contredite par Ken Connor, soldat du SAS vétéran du Dhofar, qui considère que les combats furent l'élément le plus important de la campagne. Selon lui, au cours de l'opération Storm, le SAS a déploré une douzaine de tués, soit près de 10 % de sa force de combat de l'époque, et a utilisé la totalité des réserves de munitions de première ligne de la British Army. Le Royaume-Uni a également procuré au gouvernement omanais des mercenaires de l'entreprise Keenie Meenie Services (KMS) pour réprimer la rébellion.
Le chah Mohamad Reza Pahlavi justifia son intervention en Oman par la nécessité de défendre le détroit d’Ormuz : « Imaginez que ces sauvages s'emparent de l'autre rive du détroit d'Ormuz, à l'entrée du golfe Persique. Notre vie dépend de cela. Et ces gens qui luttent contre le sultan sont des sauvages. Il se pourrait même qu'ils soient pires que des communistes ». Des troupes iraniennes seront maintenues dans le pays après la fin de la guerre mais seront retirées après la révolution iranienne.
Les insurgés sont soutenus principalement par le Yémen du Sud. L'aide soviétique, négligeable au départ, fut progressivement augmentée, jusqu’à la fourniture en 1975 de lanceurs de missiles anti-aériens individuels SAM 7. La Chine et l'Égypte ont également apporté une aide aux rebelles. Des combattants irakiens viendront aussi prêter main-forte aux insurgés.

## Bilan humain
Selon des sources iraniennes, durant ce conflit, l'armée omanaise déplore 187 tués au combat et 559 blessés, les forces armées britanniques comptent 24 tués et 55 blessés. Ce sont les forces armées iraniennes qui subirent les pertes les plus importantes : 719 tués et 1 404 blessés (dont 5 pilotes et membres d'équipage de la force aérienne tués et 18 blessés, un F-4D Phantom II fut perdu en 1975). Les insurgés ont eu 1 400 tués à déplorer et 2 800 blessés et prisonniers.
Le chah d'Iran relativisa cependant l'importance des pertes subies par son armée : « Je crois que cela a été un succès éclatant [plutôt qu'un échec]. Justement parce que, bien qu'ayant subi des pertes, chaque jour le moral de nos soldats augmentait. Et, d'ailleurs, l'ennemi non plus n'y a pas échappé, lui aussi a subi des pertes. Et, de toute façon, une armée, c'est fait pour cela pour tuer et, à la rigueur, pour se faire tuer. Surtout dans un terrain pareil ».

### Filmographie
Killer Elite, un  film d'action américano-australien réalisé par Gary McKendry, sorti en 2011.